# Darren Woodson
Darren Ray Woodson (Phoenix, 25 aprile 1969) è un ex giocatore di football americano statunitense che ha giocato nel ruolo di safety per tutta la carriera con i Dallas Cowboys della National Football League (NFL). Fu scelto nel corso del secondo giro (37º assoluto) del Draft NFL 1992 dai Cowboys. Al college ha giocato a football all'Università statale dell'Arizona.

## Carriera professionistica

### Dallas Cowboys
Woodson fu scelto nel corso del secondo giro del Draft 1992 dai Dallas Cowboys. Dopo essere stato considerato per tutto il college un linebacker di taglia ridotta, improvvisamente, dopo essere stato spostato nel ruolo di safety, fu considerato persino troppo grosso per quel ruolo.
Woodson trascorse la sua stagione da rookie negli special team, dopo di che fu spostato nel ruolo di strong safety titolare nel 1993, sostituendo James Washington. Solo alla seconda stagione, stabilì il primato di franchigia di tackle per un defensive back con 155.
Woodson si impose presto come una delle migliori safety della NFL, venendo convocato per cinque Pro Bowl e inserito tre volte nella formazione ideale della stagione All-Pro dall'Associated Press. Fu inoltre la prima safety dei Cowboys dai tempi di Cliff Harris a venir convocato per due Pro Bowl consecutivi.
Coi Cowboys, Woodson vinse tre Super Bowl nella prima metà degli anni novanta e venne descritto da Sports Illustrated come "uno dei colpitori più duri di tutta la NFL".
Nel 2002, Darren superò il record di franchigia dei Cowboys per numero di tackle in carriera contro i Seattle Seahawks ma il suo primato passò in secondo piano poiché Emmitt Smith nella stessa partita stabilì il record NFL per yard corse in carriera.
Woodson si ritirò dopo la stagione 2004, persa per un problema a un'ernia. F l'ultimo giocatore dei Cowboys che vinsero i tre Super Bowl a fare ciò.

## Palmarès

### Franchigia
- Super Bowl : 3 Vincitore del Super Bowl

Dallas Cowboys: XXVII, XXVIII, XXX)

### Individuale
- (5) Pro Bowl 1994, 1995, 1996, 1997, 1998)
- (3) First-team All-Pro (1994, 1995, 1996)
- PFWA All-Rookie Team - 1992

## Statistiche
| Tackle     | 1.350 |
| Sack       | 11    |
| Intercetti | 23    |